# Will Self
William Woodard „Will” Self (wym. /ˈwʊdɑːrd/ ( odsłuchaj), ur. 26 września 1961) – brytyjski pisarz, autor dziewięciu powieści, siedmiu zbiorów opowiadań, trzech nowel oraz pięciu zbiorów tekstów, będących zapisem jego artykułów z gazet, wywiadów, recenzji restauracji i krytyki literackiej. Jego styl cechuje satyra i groteska. Jest stałym współpracownikiem wielu publikacji m.in. Playboy, Harper’s Magazine, The New York Times czy London Review of Books oraz częstym gościem w brytyjskim radiu i telewizji .

## Życiorys
Will Self urodził się i wychował na północnych przedmieściach Londynu, w dzielnicy East Finchley.
Jego ojciec Peter Self był profesorem administracji publicznej w London School of Economics, matka amerykanka żydowskiego pochodzenia pracowała jako asystentka w wydawnictwie, rozwiedli się gdy Self miał 18 lat. Pomimo zaangażowania rodziców w jego rozwój intelektualny, był zachwianym emocjonalnie dzieckiem z tendencjami do autodestrukcji, co znalazło odzwierciedlenie w paleniu papierosów i braniu narkotyków. W wieku dwunastu lat zaczął palić marihuanę, sięgnął też po amfetaminę, kwas, kokainę i heroinę, którą zaczął przyjmować w wieku osiemnastu lat.
Od najmłodszych lat Self był zachłannym czytelnikiem. Gdy miał dziesięć lat zainteresował się literaturą since fiction dzięki takim twórcom jak Frank Herbert, J. G. Ballard oraz Philip K. Dick.
Self uczęszczał do University College School oraz do niezależnej szkoły dla chłopców w Hampstead w północnym Londynie. Następnie do Christ’s College w Finchley oraz do Exeter College w Oxfordzie, gdzie studiował filozofię, politykę oraz ekonomię. W okresie studiów był już uzależniony od heroiny i zakończył je ze stopniem klasy trzeciej.
Powody, dla których nie studiował literatury brytyjskiej omówił w artykule w The Guardian:
„Miałem dość gruntowną wiedzę w kanonie, ale z pewnością nie chciałem być krytykiem. Już wtedy wydawało mi się to wrogie w stosunku do pisarzy, którym chciałem być”.

## Kariera
Po ukończeniu studiów w Oxfordzie, Self pracował w londyńskiej administracji (Greater London Council) oraz jako zamiatacz ulic w Brixton. Następnie został rysownikiem m.in. w New Statesman, występował również jako komik.
W 1986 roku poddał się kuracji odwykowej.
Opublikowany w 1991 roku zbiór opowiadań pt.: „Ilościowa teoria szaleństwa” został przyjęty bardzo pozytywnie a on sam okrzyknięty m.in. przez Salmana Rushdiego i Doris Lessing wielkim talentem. W 1993 roku został nominowany przez czasopismo Granta jako jeden z 20 najlepszych młodych pisarzy brytyjskich.
W lutym 2012 Will Self został mianowany profesorem myśli współczesnej w Brunel University. W lipcu 2012 Will Self otrzymał nominację do Booker Prize za „Parasol”, którą Daily Telegraph opisał jako „prawdopodobnie najbardziej ambitna powieść Selfa”.

### Styl literacki
Według M. Hunter Hayes, Self genezę swego stylu wyjaśnia następująco: „Nie piszę powieści dla ludzi do identyfikowania się i nie tworzę obrazu świata, który możesz rozpoznać. Piszę aby zaskoczyć czytelnika.” Co mnie ekscytuje, to przeszkadzać czytelnikowi w stawianiu założeń. Chcę pozwolić im poczuć, że niektóre kategorie wykorzystywane do postrzegania świata, są niestabilne”.

## Życie osobiste
Will Self był dwukrotnie żonaty, od 1989 do 1997 z Katherine Chancellor. Mają dwójkę dzieci: syna Alexis oraz córkę Madeleine. W 1997 roku Self poślubił dziennikarkę Deborah Jane Orr, z którą ma dwóch synów Iwana i Lutra.
Brat Willa - Jonathan Self jest również pisarzem i dziennikarzem.
Self kolekcjonuje i naprawia zabytkowe maszyny do pisania.

## Publikacje

### Powieści
- Cock and Bull (1992) – To i tamto
- My Idea of Fun (1993)
- Great Apes (1997) – Wielkie małpy, ZYSK i Sp-ka 2003, tłum. Mirosław P. Jabłoński
- How the Dead Live (2000)
- Dorian, an Imitation (2002)
- The Book of Dave (2006)
- The Butt (2008)
- Walking to Hollywood (2010)
- Umbrella (2012)
- Shark (2014)

### Zbiory opowiadań
- The Quantity Theory of Insanity (1991) – Ilościowa teoria szaleństwa
- Grey Area (1994)
- License to Hug, opublikowane w magazynie Esquire, listopad 1995
- The Sweet Smell of Psychosis (1996)
- Design Faults in the Volvo 760 Turbo (1998)
- Tough, Tough Toys for Tough, Tough Boys (1998)
- Dr. Mukti and Other Tales of Woe (2004)
- Liver: A Fictional Organ with a Surface Anatomy of Four Lobes (2008)
- The Undivided Self: Selected Stories (2010)

### Pozostałe książki
Wydał również kilka pozycji z okresu pracy dla prasy. Są to wywiady, recenzje literackie oraz restauracji.
- Junk Mail (1996)
- Perfidious Man (2000)
- Sore Sites (2000)
- Feeding Frenzy (2001)
- Psychogeography (2007)
- Psycho Too (2009)
- The Unbearable Lightness of Being a Prawn Cracker (2012)